# XFN
XFN (zkratka XHTML Friends Network) je mikroformát pro sémantický zápis vztahů mezi lidmi (zej. v sociálních sítích) pomocí HTML nebo XHTML. Jedná se o historicky první mikroformát, který se rozšířil zejména u blogerů.

## Ukázky použití
<a href="http://pkoumak.example.cz" rel="colleague">Petr Koumák</a>
<a href="http://tonda.example.cz" rel="friend met">Toník</a>
<a href="http://jituska.example.cz" rel="sweetheart met">Moje zlatíčko</a>